# Seigo Yamazawa
Seigo Yamazawa (Kagoshima, Japón, 12 de enero de 1846- 30 de marzo de 1897). Samurái y oficial japonés que participó en la Guerra ruso-turca (1877-1878).

## Biografía
Seigo Yamazawa nació el 12 de enero de 1846 en la actual prefectura de Kagoshima (provincia de Satsuma bajo la antigua división del país), Japón.
Samurái, hijo mayor de Yamazawa Dzhudayyu (山 沢 十 太 夫), también samurái de la provincia de Satsuma. Como samurái se dedica al campo militar y entra a formar parte del Ejército Imperial.  En 1869 participó en la guerra de Boschi (conflicto entre facciones del Emperador y Shogun), convirtiéndose en comandante del primer batallón, quinto pelotón. En el mismo año se dirige a la capital ya como Goshinpey (御 親兵 - literalmente "protector imperial honorífico / tutor" - una unidad militar encargada de proteger al emperador y el Palacio Imperial, sólo subordinado a él directamente, es creada en los primeros años de gestión Emperador Meiji.). En 1871 es nombrado capitán participando en la guerra contra el Señor Choshu, de la prefectura Yamaguchi. En 1872 viaja a Estados Unidos para hacer una investigación en el campo de las artes marciales. En mayo de 1874 volvió a Japón y en octubre de ese año fue nombrado teniente coronel. Pasa a trabajar para el Ministerio de defensa siendo enviado a Francia como supervisor de estudiantes en escuelas militares. 
Durante la Guerra ruso-turca (1877-1878) fue enviado a los Balcanes como corresponsal de guerra junto al ejército ruso. A petición propia pasa a formar parte activa del ejército ruso llegando a ser nombrado comandante de un pelotón ruso. Participa en el Sitio de Pleven(Bulgaria) contra el Imperio otomano por lo que recibe varias condecoraciones.
En 1880 regresó a Japón y fue ascendido al rango de coronel teniendo a sus órdenes al primer y tercer regimiento de infantería del Ejército Imperial y al primer regimiento de la Guardia Imperial respectivamente. En mayo de 1885 fue ascendido al rango de General de División al mando de la tercera y décima brigada de la infantería (para proteger la isla principal). En enero de 1895 fue ascendido a teniente general de infantería Participó en primera guerra sino-japonesa (1894-1895) como comandante de la cuarta y quinta división de infantería (para proteger las islas principales). En diciembre de 1895 por su participación en la rebelión de Satsuma y la guerra contra China fue galardonado con el título de barón.
Fallece 30 de marzo de 1897 de una grave enfermedad de los pulmones.
Su tumba se encuentra en el centro de Tokio y fue visitada por miembros de la Embajada Búlgara.

## Condecoraciones
- Orden del Sol Naciente.
- Orden de Rusia, "San Vladimir", grado IV .
- Medalla Georgievski-Andreevska.
- Cruz del Danubio.
- Orden del Tesoro Sagrado.